# Хасан Шаш
Хасан Шаш (на турски: Hasan Şaş) е бивш турски футболист, играещ като полузащитник или крило. Най-известен е като играч на Галатасарай, където играе в продължение на 11 сезона. Има 40 мача и 2 гола за националния отбор на страната си. Избран е в идеалния тим на Мондиал 2002, където Турция печели бронзовите медали.

## Клубна кариера
Започва своята кариера в отбора на Адана Демирспор, за който записва 4 мача. През 1995 г. става част от Анкарагючю, като за три сезона изиграва 80 срещи. През лятото на 1998 г. Галатасарай плаща 4,4 млн. долара за крилото. Скоро обаче е дисквалифициран за 6 месеца поради употреба на забраненото вещество фенилпропаноламин. Въпреки това Шаш успява да се наложи в отбора на „лъвовете“ и през сезон 1999/00 е част отбора, спечелил Купата на УЕФА. На следващия сезон Галатасарай играе 1/4-финал в Шампионската лига. Шаш се отличава с голове срещу Милан и Реал Мадрид. През 2001 г. е на 11-о място в класирането на Франс футбол за европейски футболист на годината.
След силните си изяви интерес към него има от „росонерите“ и Арсенал, но клубовете не успяват да се договорят с ръководството на Галатасарай. През 2003 г. е близо до трансфер в Интер, но той също пропада.
В състава на Галатасарай е петкратен шампион на Турция, трикратен носител на националната купа и носител на Суперкупата на страната. В края на сезон 2008/09 ръководството на клуба решава да не поднови контракта му, в резултат на което решава да сложи край на кариерата си, въпреки офертите от Катар и Саудитска Арабия.

## Национален отбор
Дебютира за националния отбор на Турция през 1998 г. Част е от представителния тим за Мондиал 2002, като помага на тима да достигне 3-то място. По време на турнира вкарва 2 гола в груповия етап – срещу Бразилия и Китай, които остават и единствените му с националната фланелка. След края на турнира попада в идеалния отбор и остава на 6-о място в гласуването за най-добър играч на турнира.

## Треньорска кариера
Между 2011 и 2013 г. е помощник-треньор в Галатасарай. През 2018 г. се завръща в тима като заедно с Юмит Давала са асистенти на Фатих Терим.

## Успехи
- Шампион на Турция – 1998 – 99, 1999 – 00, 2001 – 02, 2005 – 06, 2007 – 08
- Купа на Турция – 1998 – 99, 1999 – 00, 2004 – 05
- Суперкупа на Турция – 2008
- Купа на УЕФА – 2000
- Суперкупа на УЕФА – 2000